# Mey (Adelsgeschlecht)

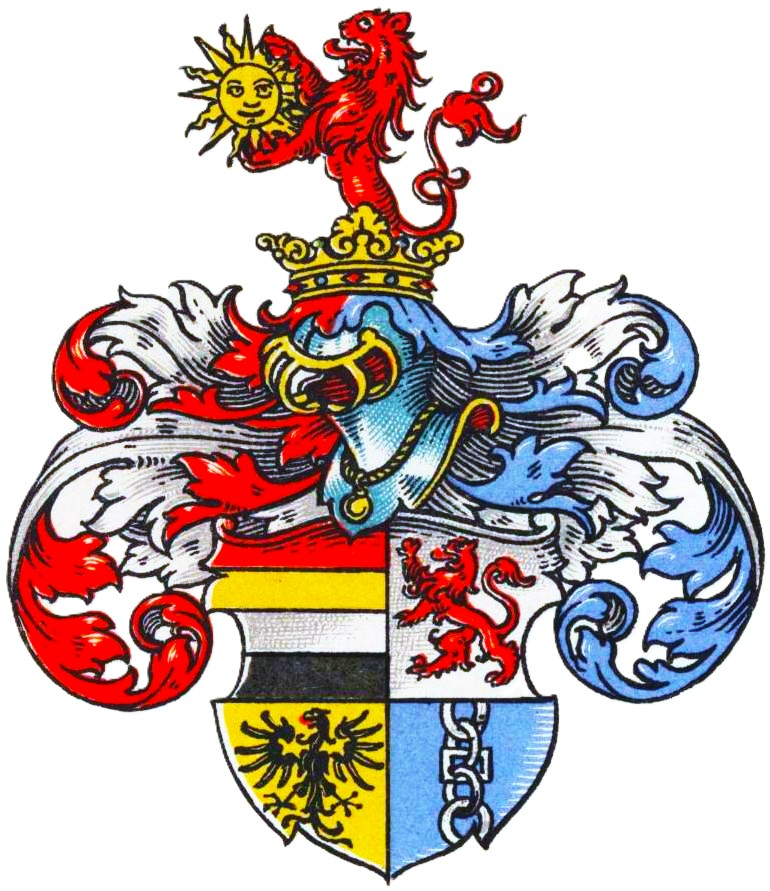
Wappen derer von Mey im Wappenbuch des Westfälischen Adels

Mey (auch May oder Meyen) ist der Name eines westfälisch-anhaltischen Briefadelsgeschlechts.

## Geschichte
Das Geschlecht wurde am 13. Mai 1603 mit Niklas Maius (Mai), kaiserlicher Rat und Hauptmann in St. Joachimsthal, und seinen Brüdern Jonas, Paul, Lucas und Ekbert, in den rittermäßiger Adelsstand erhoben. Gleichzeitig erhielten sie eine Wappenbesserung und die Lehenberechtigung verliehen. Hans Christian von Mey wurde 1751 erster Kammerdirektor in Kleve. Sein Sohn Hans Franz Ferdinand von Mey war 1832 herzoglich-anhaltischer Sekondeleutnant. Gleichzeitig mit ihm war August Karl von Mey, wohl sein Bruder, anhaltischer Regierungsadvokat. Auch Kasimir von Mey, bischöflich-eichstädtischer Rat und 1753 Reichstagsgesandter, gehörte zur Familie. 1902 stand ein Major von Mey im 82. Infanterie-Regiment im Dienst, der im Jahrzehnt davor im Herzogtum Anhalt ansässig und bedienstet war.

## Wappen
Blasonierung: Geviert. Feld 1 viermal geteilt, rot, golden, silbern und schwarz, Feld 2 in Silbern ein roter Löwe, Feld 3 in Gold ein schwarzer Adler, Feld 4 in Blau eine goldene Sonnenblume (Max von Spießen fälschlicherweise: silberne Kette aus runden und eckigen Gliedern bestehend). Auf dem gekrönten Helm mit rechts rot-silbernen und links blau-silbernen Helmdecken ein wachsender roter Löwe, der eine goldene Sonne in den Pranken hält.
Abweichend wird in Siebmachers Wappenbuch in Feld 2 in Rot ein goldener Löwe und die Helmdecken rot-golden und blau-golden dargestellt. Teilweise wird der wachsende Löwe auf dem Helm auch golden beschrieben.

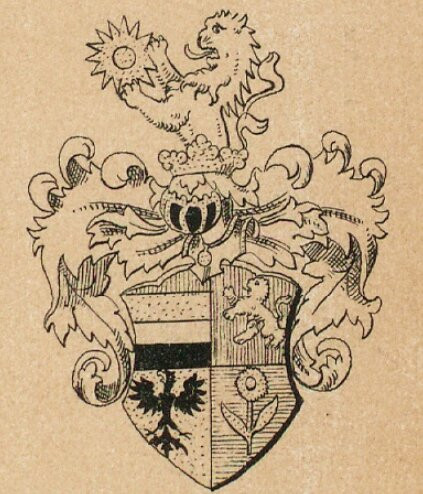
Wappen derer von Mey in Siebmachers Wappenbuch
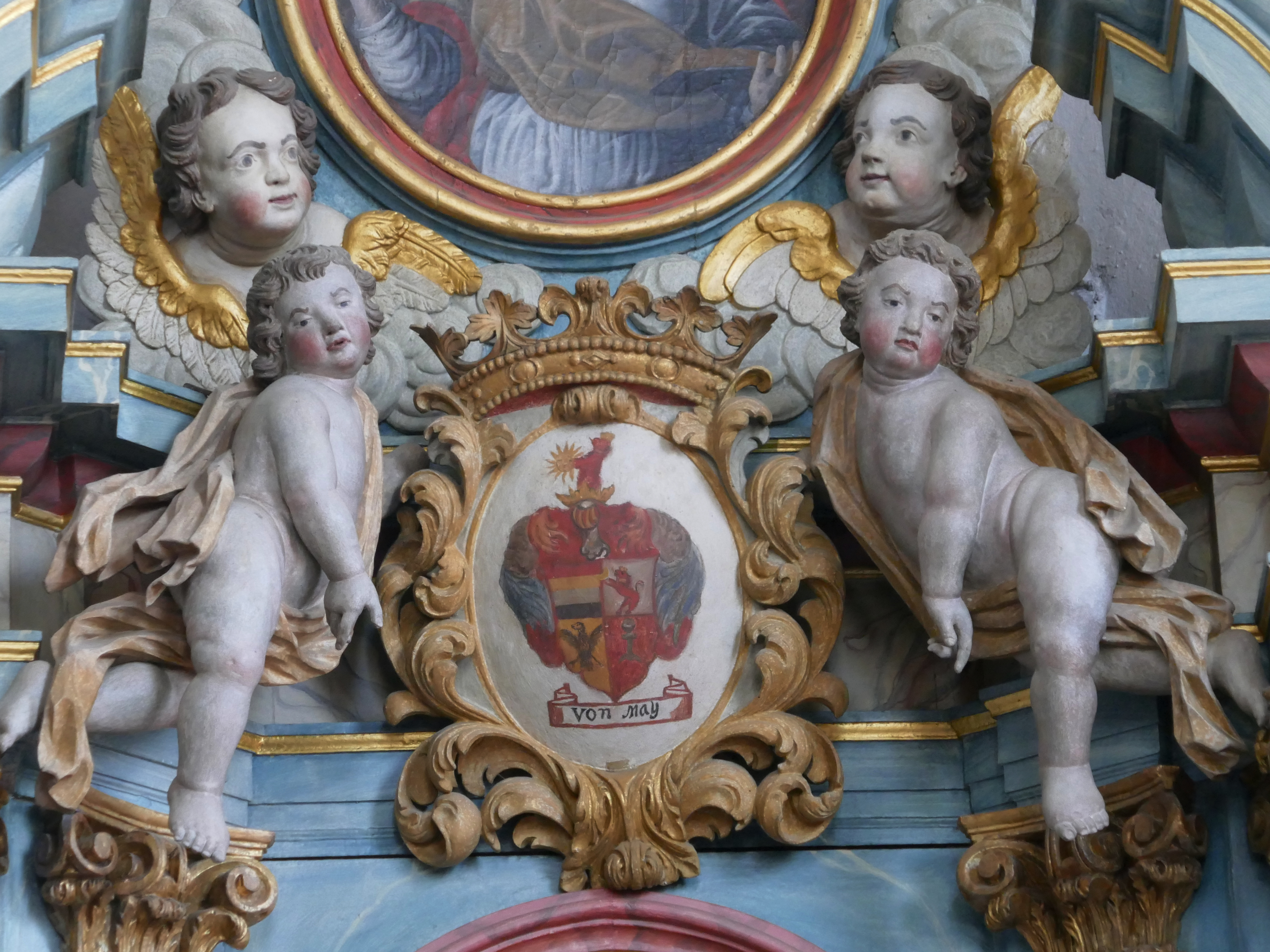
Wappen derer von Mey (May) am nördlichen Seitenaltar in St. Clemens, Kallenhardt
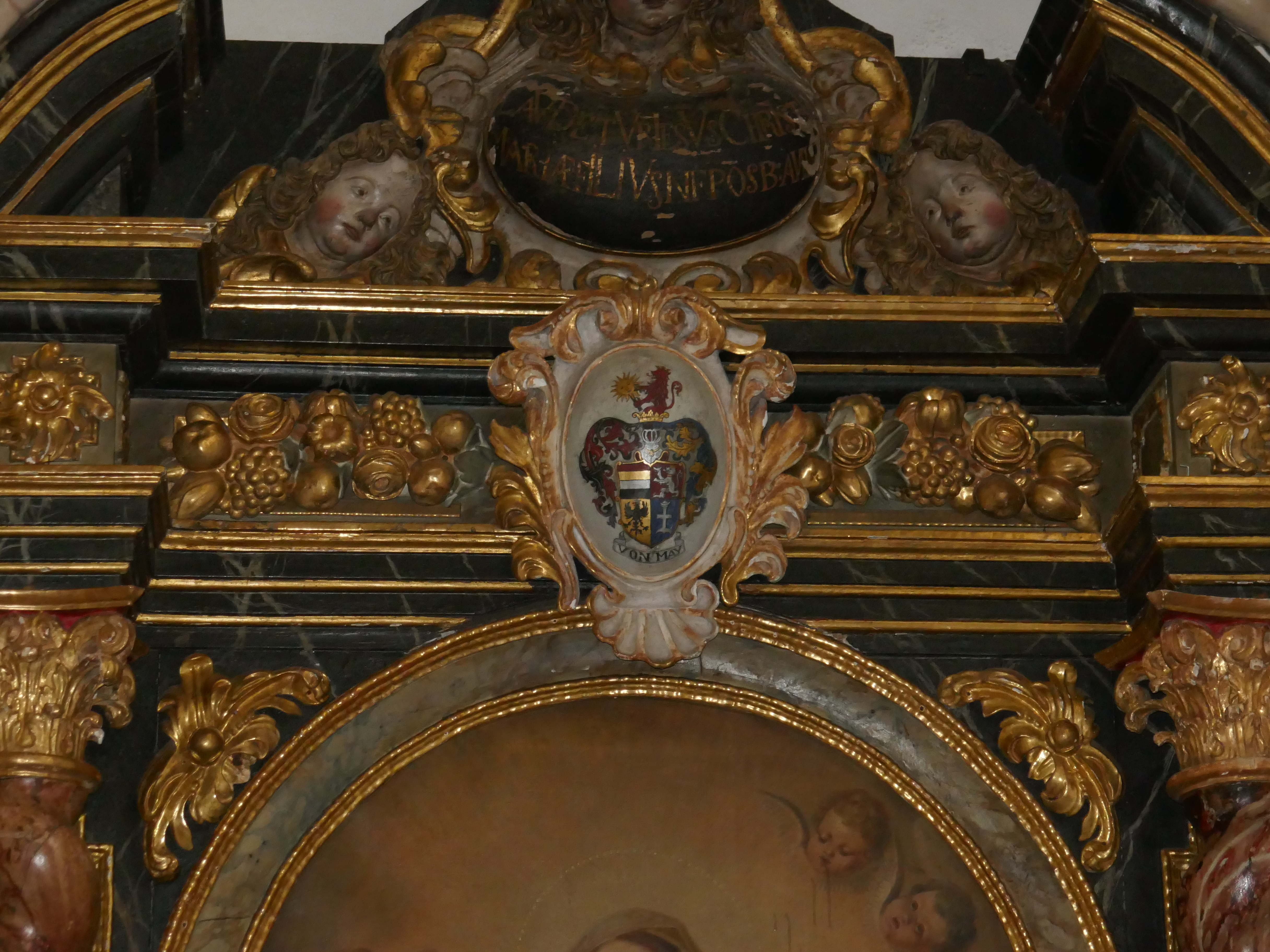
Wappen derer von Mey (May) am Seitenaltar in St. Nikolaus, Rüthen
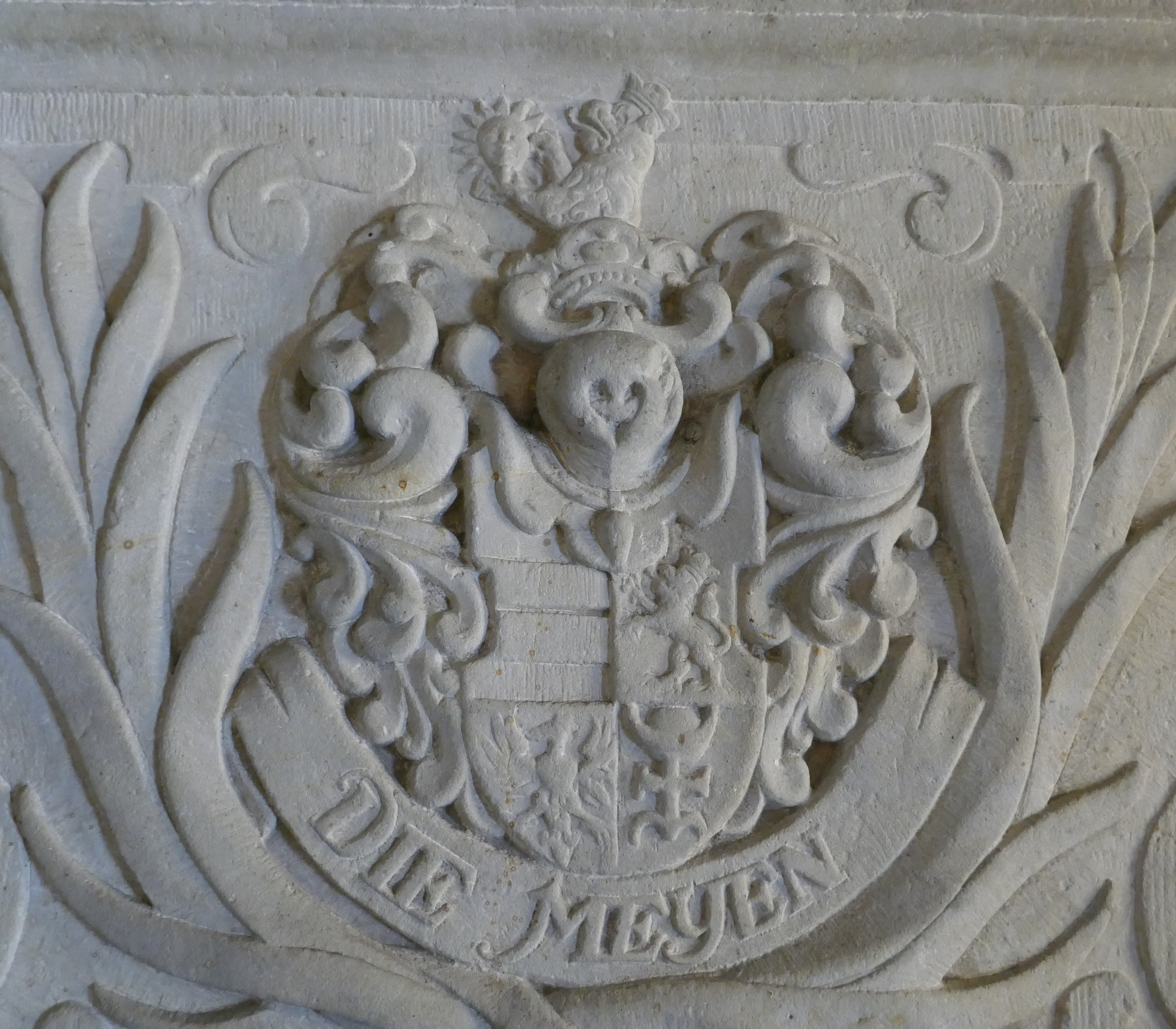
Wappen derer von Mey (Meyen) auf der Grabplatte der Catharina von Münchhausen († 1635) in St. Nikolai, Rinteln